# Amitabh Bachchan
Amitabh Harivansh Bachchan, född 11 oktober 1942 i Allahabad i Uttar Pradesh, är en indisk skådespelare som har medverkat i över 170 filmer. Han blev populär inom Bollywood-filmen i början av 1970-talet och tillhör de största stjärnorna inom den indiska filmen. Han har vunnit ett antal priser genom åren. Bachchan har även verkat som sångare, filmproducent och programpresentatör och satt i Indiens parlament 1984-1987. Bland hans mest kända filmer hör Sholay (1975).
Amitabh är gift med skådespelaren Jaya Bachchan och de har två barn vara det ena, Abhishek Bachchan, också är skådespelare.